# Methode van Hardy Cross

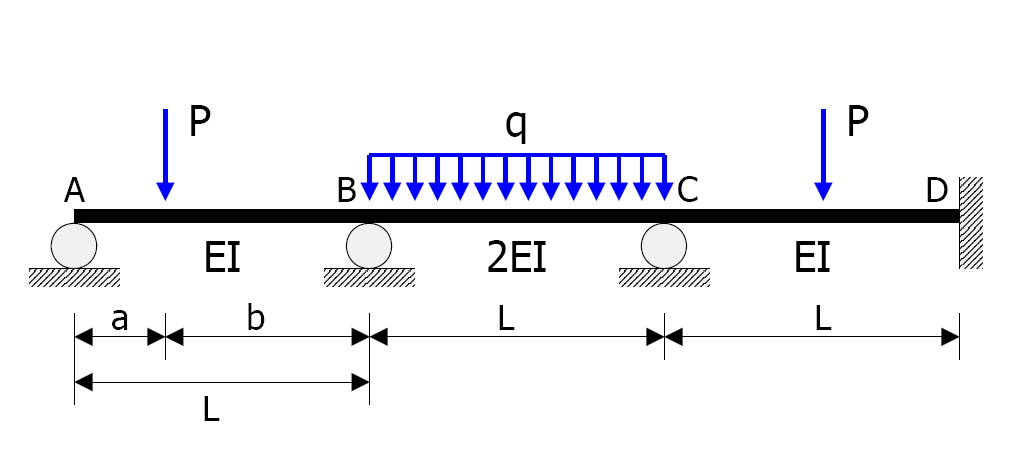
Voorbeeld

De methode van Hardy Cross of momentvereffeningsmethode, genaamd naar de Amerikaanse ingenieur Hardy Cross, is een iteratieve methode om de momenten in statisch onbepaalde constructies te berekenen. De methode is thans grotendeels vervangen door de eindige-elementenmethode.
Een aangepaste berekeningswijze kan worden toegepast op het berekenen van debieten en stroomsnelheden in een gegeven leidingnetwerk, of het netwerk te dimensioneren.